# Job-Demand-Control-Modell
Das Job-Demand-Control-Model oder Anforderungs-Kontroll-Modell (englisch job demand-control model, auch bekannt als englisch job strain model 1979) des US-amerikanischen Soziologen Robert Karasek dient der Einschätzung von Belastungs- und Beanspruchungsfaktoren im Arbeitsumfeld (Arbeitsintensität) sowie der Gesundheitsförderung in der Arbeitswelt. Dazu stellte Karasek zwei wichtige Parameter zur Bestimmung dieser Faktoren in den Raum: die Arbeitsanforderungen (englisch Job Demands) und den Handlungsspielraum bzw. die Autonomie am Arbeitsplatz (englisch Job Decision Latitude). Beide können sowohl in geringer als auch in hoher Ausprägung vorliegen. Dabei wird davon ausgegangen, dass starke Belastungen am Arbeitsplatz entstehen, wenn die Arbeitsanforderungen hoch sind, aber dem Arbeitenden nur ein geringer Handlungsspielraum, aufgrund von fehlender Autonomie, zur Verfügung steht.
Karasek nimmt an, dass hohe Arbeitsanforderungen zu einem Zustand mit starker Handlungsenergie führen (englisch Motivations-Push). Das Ausmaß, in dem nun der Arbeitende Entscheidungen treffen kann, moduliert bzw. transformiert die Freisetzung der entstandenen Energie (Arbeitsmotivation). Kommt jedoch aufgrund fehlender Autonomie keine Handlung zustande, geht die Handlungsenergie als mental strain in Stresssymptome über, was z. B. Depressionen begünstigen kann.
Das Modell wurde 1988 von Johnson und Hall zum Job-Demand-Control-Support-(JDCS-)Modell erweitert, wonach fehlende soziale Unterstützung und Isolation das Ausmaß der psychischen Gefährdung weiter erhöhen bzw. soziale Unterstützung den mental strain abmildern können.